# Подгора (Косинский район)
Подгора — деревня в Косинском районе Пермского края. Входит в состав Косинского сельского поселения. Располагается севернее районного центра, села Коса, на правом берегу Камы. Расстояние до районного центра составляет 35 км. По данным Всероссийской переписи населения 2010 года, в деревне проживал 51 человек (29 мужчин и 22 женщины).

## История
До Октябрьской революции населённый пункт Подгора входил в состав Гаинской волости, а в 1927 году — в состав Пятигорского сельсовета Гайнского района. По данным переписи населения 1926 года, в деревне насчитывалось 98 хозяйств, проживало 213 человек (96 мужчин и 117 женщин). Преобладающая национальность — коми-пермяки.
По данным на 1 июля 1963 года, в деревне проживало 157 человек. Населённый пункт входил в состав Пятигорского сельсовета.